# Sphinx (satellite)
Sphinx (Space Plasma High Voltage Interaction Experiment) è stato un satellite sperimentale statunitense. Il satellite era il carico utile del Titan IIIE-Centaur, razzo che successivamente lanciò in orbita le sonde spaziali Helios, Viking e Voyager.
Venne lanciato, con l'utilizzo del Viking Dynamic Simulator (VDS), l'11 febbraio 1974 tramite un razzo Titan IIIE Centaur. Un guasto presentatosi nella seconda fase di lancio non gli permise di raggiungere l'orbita terrestre.
Sphinx è stato progettato principalmente per testare apparecchiature ad alta tensione nello spazio.